# 藝術歷史

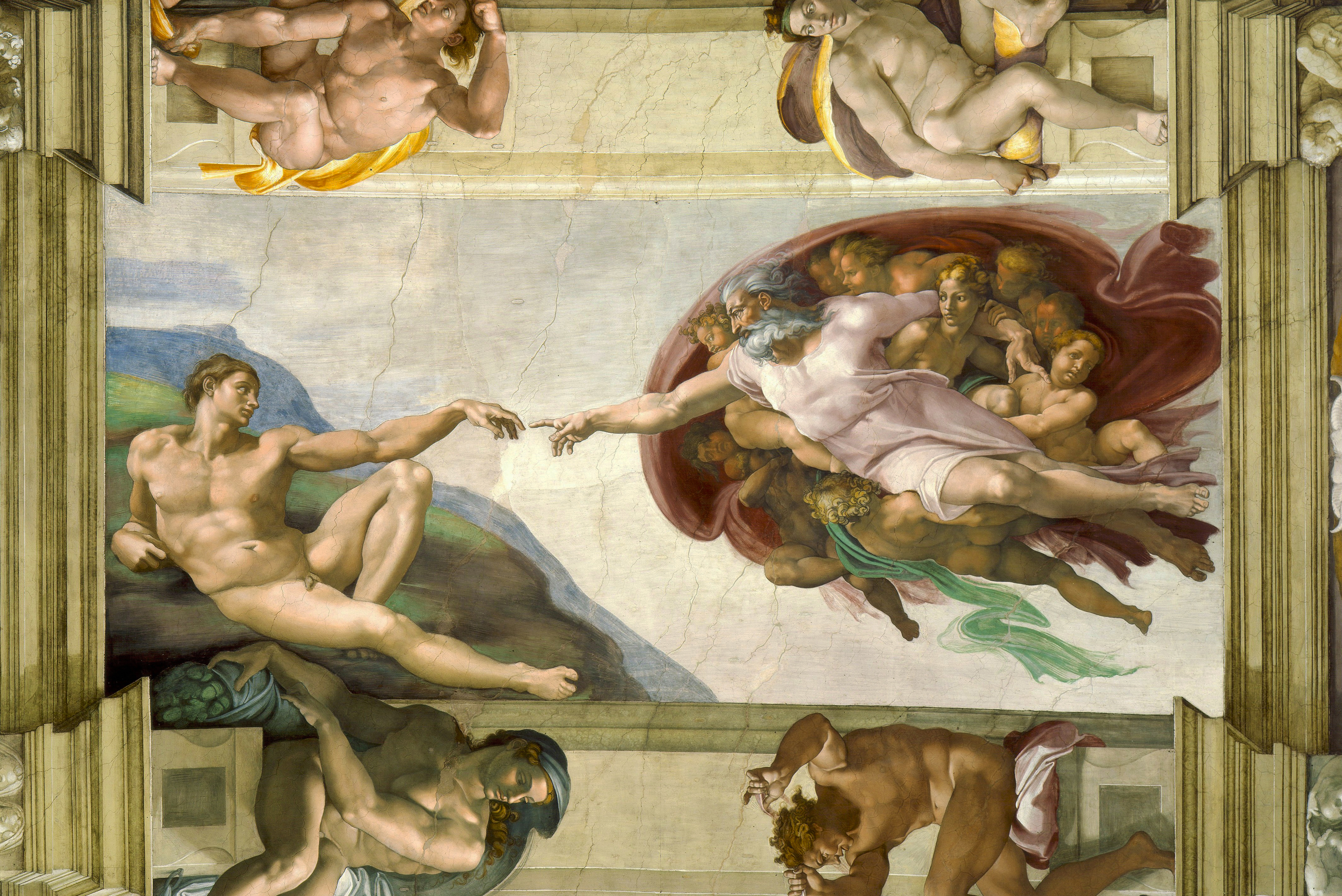
米开朗基罗的畫作創世紀，梵蒂岡西絲汀教堂天頂畫

藝術歷史是指任何人類為了美學或是溝通、表達意念、情感或是世界觀，以視覺形式呈現的活動或是作品的歷史。長久以來視覺藝術會用許多方式來分類，從中古世紀的博雅藝術及機械藝術一直到現代的美術及应用艺术等分類，或是許多當代的定義，都將藝術定義為人類創造力的呈現。二十世紀時主要藝術約可以分為九類：建築、舞蹈、雕塑、音樂、繪畫、詩（一種以美學為目的的文學，也包括不同風格的戲劇及叙事）、影片、攝影及漫畫。在造型藝術和視覺藝術之間的重疊處也加入了設計及繪圖藝術。除了時裝及美食等傳統藝術表現方式外，許多新的呈現方式也被視為藝術，例如影片、数字艺术、行為藝術、廣告、動畫、電視及电子游戏等。

## 外部連結
- "History of Art: From Paleolithic Age to Contemporary Art" （页面存档备份，存于） - all-art.org
- "Art: The history of ideas in literature and the arts in aesthetic theory and literary criticism"（页面存档备份，存于） - The Dictionary of the History of Ideas
- Art History resources
- Ars Summum Project
- Smarthistory.org, The Open Art ProjectPortuguese Web Archive的存檔，存档日期2009-07-18

時間軸
- Art History Timeline （页面存档备份，存于） - historyexplorer.net
- Timeline of Art History （页面存档备份，存于） from Metropolitan Museum of Art